# Sean Whalen
Sean Whalen (* 19. Mai 1964 in Washington, D.C., Vereinigte Staaten) ist ein US-amerikanischer Schauspieler. 

## Leben
Whalen hat drei ältere Geschwister. Er wuchs in Silver Spring, in Olney, im Bundesstaat Maryland, auf und besuchte die Sherwood High School. Nach vier Jahren schloss er die University of California in Los Angeles ab. 
Bekannt wurde Whalen in der erfolgreichen US-amerikanischen Werbung für Milch mit dem Titel Got Milk?, die im Oktober 1993 erstmals lief. Seither verkörperte er circa 70 Rollen in Fernsehserien, Fernsehfilmen, Kinofilmen und im Theater. 
Im Jahr 2000 gewann Whalen beim Rehoboth Beach Independent Film Festival den Publikumspreis für Turkey. Cake. in der Kategorie bester Kurzfilm. 
Er ist verheiratet und Vater zweier Töchter. 

## Filmografie (Auswahl)

### Schauspieler
- 1990: Ferris Bueller (Fernsehserie)
- 1991: Das Haus der Vergessenen (The People Under the Stairs)
- 1992: Batmans Rückkehr (Batman Returns)
- 1993: Mask of Murder 2 (Doppelganger)
- 1994: Teenage T-Rex: Der Menschen-Dinosaurier (Tammy and the T-Rex)
- 1995: Chaos! Schwiegersohn Junior im Gerichtssaal (Jury Duty)
- 1995: Waterworld
- 1996: Twister
- 1996: Cable Guy – Die Nervensäge (Cable Guy)
- 1996: That Thing You Do!
- 1997: Men in Black
- 1997: Suicide Kings
- 1997: Nikita (La Femme Nikita, Fernsehserie, eine Folge)
- 1999: Ungeküsst (Never Been Kissed)
- 1999: Die Killerhand (Idle Hands)
- 2000: 3 Engel für Charlie (Charlie’s Angels)
- 2001: Special Unit 2 – Die Monsterjäger (Special Unit 2, Fernsehserie, sechs Folgen)
- 2003: Scrubs – Die Anfänger (Fernsehserie, eine Folge)
- 2003–2004: What’s Up, Dad? (My Wife and Kids, Fernsehserie, vier Folgen)
- 2004: The Last Shot – Die letzte Klappe (The Last Shot)
- 2004–2006: Unfabulous (Fernsehserie, neun Folgen)
- 2006: Employee of the Month
- 2007: Hannah Montana (Eine Folge)
- 2007: Cold Case – Kein Opfer ist je vergessen (Cold Case, Fernsehserie, eine Folge)
- 2007: Reich und Schön (The Bold and the Beautiful, Fernsehserie, sieben Folgen)
- 2008: Lost  (Missing Pieces)
- 2009: Laid to Rest
- 2009: Die Zauberer vom Waverly Place (Staffel 3 Folge 2)
- 2009–2010: Lost (Fernsehserie)
- 2012: Criminal Minds (Fernsehserie, Episode 08x10)
- 2013: Castle (Episode 05x17)
- 2020: An American Pickle
- 2022: Headless Horseman – Pakt mit dem Teufel (Headless Horseman)

### Drehbuchautor
- 1999: Turkey. Cake.
- 2007: American Dragon: Jake Long (Folge Game On)

### Regisseur
- 1999: Turkey. Cake.